# Saker (folk)
Saker (sanskrit: caka) var ett tidigt iranskt folkslag. Det levde runt år 0 i Centralasien och utvandrade senare söderut och in i Indien. Folket har i historien ofta sammanblandats med skyterna.
Tidigast förekommer folknamnet Saka i de fornpersiska (akemenid-)inskrifterna, brukat om vad man brukar sammanfatta under namnet skyter. En del av dessa saker (skyter) var säkert av ariskt ursprung och hade sina boplatser i Centralasien och omkring Syr-Darja. Under 100-talet f.Kr. trängdes de undan av Yuezhifolket och flyttade mot söder samt besatte landet omkring Hilmendfloden, vilket efter dem fick namnet Sakastan, nu Seistan. 

## Språk
Bland de nya språk, som upptäckts vid de storartade utgrävningar, som under 1900-talets första årtionde företagits i Östturkestan, i Khotan-området av Aurel Stein, i Turfan och angränsande orter av preussiska vetenskapsakademins expeditioner (vartill kommer Steins och Pelliots häpnadsväckande litteraturfynd i Dunhuang 1909), förekommer ett, som man efter vartannat betecknat med olika namn och senast med termen nordariska. Det torde nu vara ställt utom tvivel att detta är ett iranskt språk och att det tillhört de i dessa trakter under nämnda tid politiskt och kulturellt härskande sakerna. 